# Schloss Böbingen

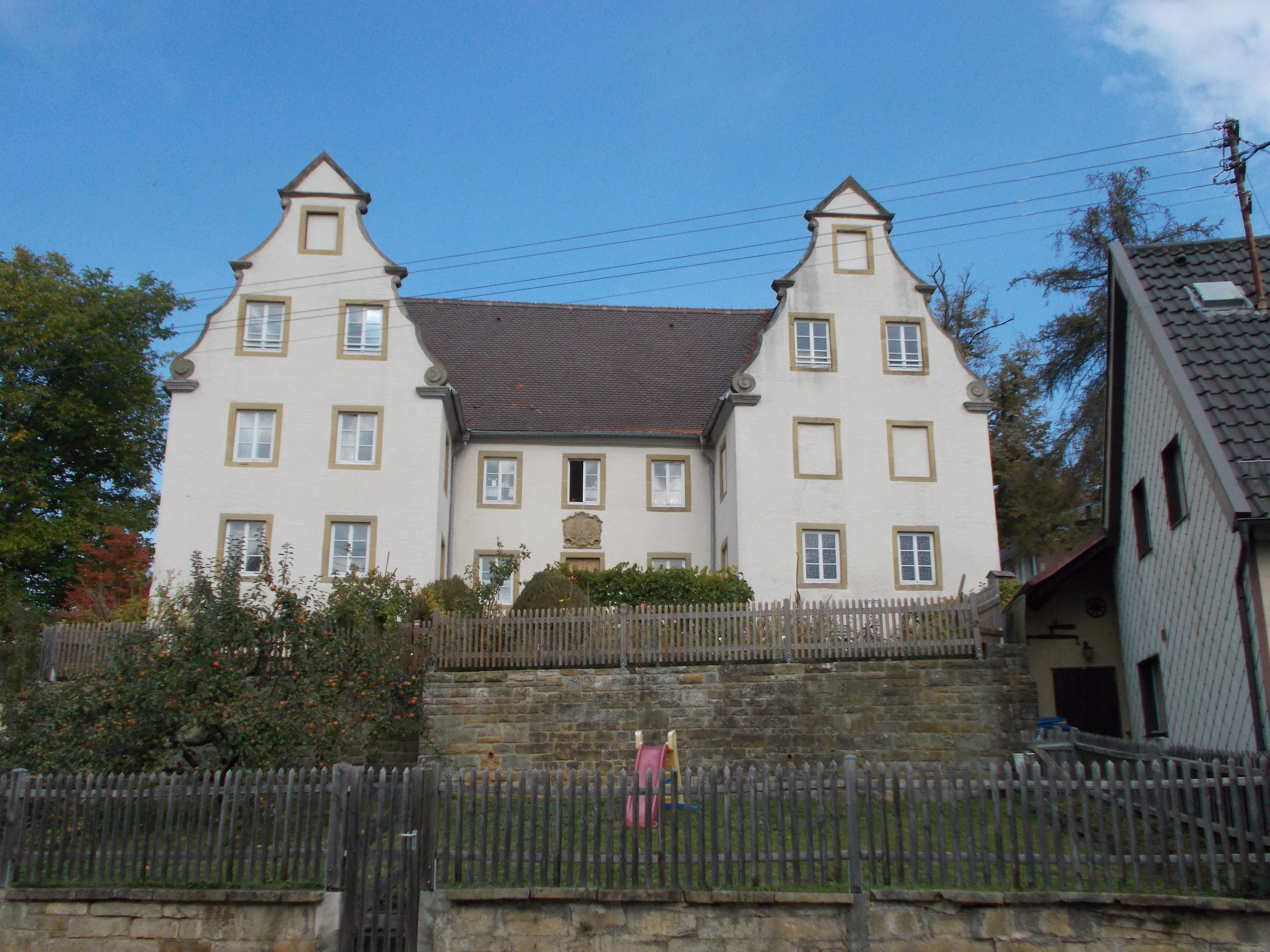
Schloss Böbingen von der Mögglinger Straße aus gesehen

Schloss Böbingen ist ein Schloss in Böbingen an der Rems im Ostalbkreis. Es wurde in der Mitte des 18. Jahrhunderts erbaut, hat aber einen Vorgängerbau, der mindestens aus dem 15. Jahrhundert stammt. Heute dient das Schloss als Unterkunft für Flüchtlinge sowie Gemeinschaftsraum der Ministranten der katholischen Gemeinde St. Josef.

## Geschichte

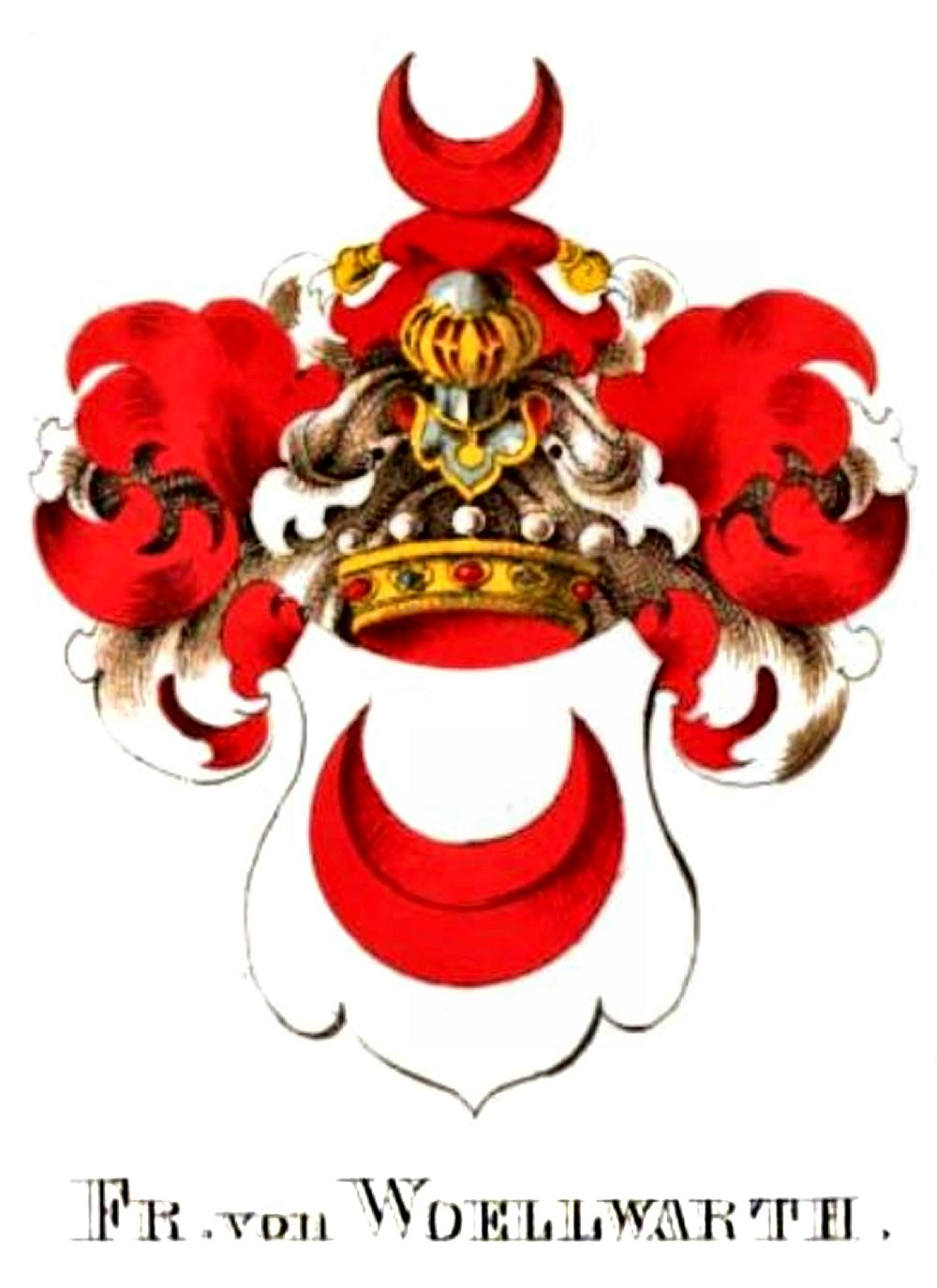
Wappen derer von Woellwarth

Seit ungefähr 1410 gehörte der heutige Ortsteil Unterböbingen den Herren von Woellwarth, die dort ein Schloss erbauten, das mit einer Mauer umgeben war. Da sich die Woellwarth der Reformation anschlossen, wurde Unterböbingen evangelisch. Der Besitz der Herren von Woellwarth gelangte 1599 an den altgläubigen ellwangischen Rat und Stadtvogt Diethelm Blarer von Wartensee, der die Einwohner rekatholisierte. Von dessen Sohn wurde das Schloss 1652 an den ellwangischen Rat Christoph Eustach von Erolzheim verkauft. 1689 kaufte das Augsburger Damenstift St. Stephan unter der Leitung der Äbtissin Margaretha Theresia von Bodman das Schloss und die Herrschaft. Die Äbtissin Maria Susanne von Sirgenstein ließ 1695 im Schloss mangels einer Kirche im Ort eine Kapelle einrichten. 1715 wurde das Rittergut Unterböbingen für 25000 Gulden an die Fürstpropstei Ellwangen verkauft, welche 1763 bis 1765 das alte Schloss abreißen und das heutige Schloss, einen barocken Flügelbau mit Volutengiebeln, errichten ließ. Im westlichen Teil des Schlosses wurden eine Lehrer- und eine Pfarrwohnung untergebracht, während im östlichen Teil wieder eine Kapelle untergebracht wurde. 1802/03 kam die Herrschaft Böbingen mit dem Schloss infolge des Reichsdeputationshauptschlusses an Württemberg.